# Kara
 Denne artikel omhandler Kara. Opslagsordet har også en anden betydning, se Kara (flertydig).
Kara er en by, der er hovedstad i regionen Kara i den nordlige del af Togo. Byen, der tidligere var kendt som Lama-Kara (nu en forstad), har 158.090 (2023) indbyggere og er landets tredjestørste by.
Byen er hjemsted for regionsadministrationen, en del industri, Togos andet universitet, Université de Kara, flere hoteller, et stort marked, og i nærheden ligger lufthavnen Niamtougou International Airport.
Den tidligere togolesiske præsident Gnassingbé Eyadéma blev født i nærheden af byen, og byen udviklede sig under hans styre til at være en af Togos vigtigste byer.